# Ojo Caliente (naselje Zuni Indijanaca)
Ojo Caliente (=vrući izvor), ljetno naselje Zuñi Indijanaca, 14 milja jugozapadno od puebla Zuni u Novom Meksiku, nedaleko od ruina Hawikuha. U domorodačkom jeziku zove se K'iapkwainakwin (= place whence flow the hot waters).
Pescado, Nutria i Ojo Caliente danas su živa Zuni naselja. Ojo Caliente je i gradić u okrugu Taos.